# Czarnogłowy Wieś
Czarnogłowy Wieś – zlikwidowany przystanek gryfickiej kolei wąskotorowej w Czarnogłowach, w województwie zachodniopomorskim, w Polsce.